# Thomas Davenport (Politiker)
Thomas Davenport (* um 1778 im Cumberland County,  Virginia; † 18. November 1838 bei Meadville, Virginia) war ein US-amerikanischer Politiker. Zwischen 1825 und 1835 vertrat er den Bundesstaat Virginia im US-Repräsentantenhaus.

## Werdegang
Thomas Davenport besuchte die öffentlichen Schulen seiner Heimat. Nach einem anschließenden Jurastudium und seiner Zulassung als Rechtsanwalt begann er in Meadville in diesem Beruf zu arbeiten. Er wurde Mitglied der Demokratisch-Republikanischen Partei. In den 1820er Jahren schloss er sich der Bewegung um den späteren US-Präsidenten Andrew Jackson an.
Bei den Kongresswahlen des Jahres 1824 wurde Davenport im sechsten Wahlbezirk von Virginia in das US-Repräsentantenhaus in Washington, D.C. gewählt, wo er am 4. März 1825 die Nachfolge von George Tucker antrat. Nach vier Wiederwahlen konnte er bis zum 3. März 1835 fünf Legislaturperioden im Kongress absolvieren. Seit 1833 war er Vorsitzender des Ausschusses zur Kontrolle der öffentlichen Ausgaben. Seit dem Amtsantritt von Präsident Jackson im Jahr 1829 wurde innerhalb und außerhalb des Kongresses heftig über dessen Politik diskutiert. Dabei ging es um die umstrittene Durchsetzung des Indian Removal Act, den Konflikt mit dem Staat South Carolina, der in der Nullifikationskrise gipfelte, und die Bankenpolitik des Präsidenten.
Auch Thomas Davenport, der ursprünglich ein Anhänger Jacksons war, wandte sich von diesem ab und wurde vor der Wahl des Jahres 1832 Mitglied der oppositionellen National Republican Party, die er zwischen 1833 und 1835 im Kongress vertrat. Im Jahr 1834 wurde er nicht bestätigt. Nach dem Ende seiner Zeit im US-Repräsentantenhaus zog sich Davenport aus der Politik zurück. Er starb am 18. November 1838 nahe Meadville.